# Lissonota prolixa
Lissonota prolixa är en stekelart som beskrevs av Dali Chandra och Gupta 1977. Lissonota prolixa ingår i släktet Lissonota och familjen brokparasitsteklar. Inga underarter finns listade i Catalogue of Life.